# برديس حنا-كركور
[انتهاك للحقوق؟]

برديس حنا-كركور (بالعبرية: פַּרְדֵּס חַנָּה–כַּרְכּוּר) هو مجلس محلي يقع في منطقة حيفا في إسرائيل. تأسس عام 1969 من خلال توحيد المجلس المحلي برديس حنا (تأسس عام 1929)، والمجلس المحلي كركور (تأسس عام 1913 على أراضي قرية كركور الفلسطينية). حسب إحصائيات عام 2016 بلغ عدد سكانه 39,561 نسمة.
كانت برديس حنا ضمن البلدات التابعة للمشروع الاستطاني "بيكا"، وهي جمعية الاستيطان اليهودي التي أسسها البارون روتشيلد عام 1924.
ويقام فيها سباقات برديس حنا للخيول العربية الاصيلة منذ عدة أعوام وتحت مسميات مختلفة.
يوجد في البلدة محطة قطار رئيسية في المنطقة الصناعية اسمها: كيساريا-برديس حنا، شارع ترشيش.

## قبل النكبة
كركور من القرى الّتي باع أحد الاقطاعيين أراضيها للصهاينة نحو سنة 1910، فلم يبق لسكّانها العرب سوى 10 دونمات. وفي عام 1913 أسس اليهود المهاجرون من بريطانيا مستعمرة بجوار القرية العربية أطلقوا عليها اسم كركور أيضاً. بلغ عدد سكان كركور العربية 38 نسمة عام 1922. وفي عام 1931 كان عدد سكانها بقسميها 847 نسمة بما فيهم سكان تل آلون وبدو التركمان وعرب بني سعيدان، وكان عدد الصهاينة 282 نسمة، أي 33.29% من السكّان. وفي عام 1938 زاد عدد السكان إلى 1.635 نسمة منهم 1.000 يهودي وصاحب الزيادة في عددهم تناقص في عدد السكان العرب بسبب الهجرة المعاكسة، حتّى إذا جاء عام 1945 كانت القرية العربية قد أفرغت من سكانها بعد تعرضهم لاعتداءات اليهود المتواصلة تحت سمع الانتداب البريطاني وبصره. تزايد سكان كركور بعد عام 1948، فبلغ عددهم عام 1952 نحو 3.000 نسمة معظمهم من يهود أوروبا الشرقية. وقد اتحدت كركور وبرديس حنا منذ عام 1969 ، وشكلت مدينة واحدة بلغ عدد سكانها 13.400 نسمة عام 1970.

## توأمة
لبرديس حنا-كركور اتفاقيات توأمة مع:
- هالفر

## أعلام
- أوريل دجاني